# August von der Goltz
Le comte August Friedrich Ferdinand von der Goltz (né le 20 juillet 1765 à Dresde; † le 17 janvier 1832) est un homme d'État prussien du début du XIXe siècle.

## Biographie
August von der Goltz étudie à Leipzig et Francfort-sur-Oder, avant de rejoindre en 1787 les services de la chancellerie prussienne ; il est successivement ambassadeur en Pologne, au Danemark, en Suède et en Russie.
Après la déroute du roi Frédéric-Guillaume en 1807, il rejoint le quartier général du tsar Alexandre Ier en province de Prusse-Orientale puis, Napoléon ayant exigé la démission du ministre Karl August von Hardenberg lors des pourparlers  de Tilsit, il récupère le portefeuille des Affaires Étrangères, et avec le comte Friedrich Adolf von Kalckreuth, paraphe la paix de Tilsit au nom de la Prusse.
Il est ministre plénipotentiaire de Prusse au Congrès d'Erfurt en 1808, conserve ses postes gouvernementaux sous le ministère Hardenberg et en 1812 signe les traités d'alliance avec la France. Au début de la Campagne d'Allemagne, il préside la commission gouvernementale à Berlin, devient haut-sénéchal après le premier Traité de Paris. En 1816 il est nommé député de la Confédération germanique et en 1817 devient conseiller d'État. Rappelé du Parlement confédéral en 1824, il retrouve ses émoluments de Haut-Sénéchal.

## Famille
Il est marié depuis 1796 à Juliane Louise von Schack (de), veuve de Heinrich Siegmund von Czettritz und Neuhaus (mort en 1787). Le couple a les enfants suivants :
- Auguste Maria Amalie Louise (1798-1837) mariée en 1815 avec Mortimer von Maltzahn (de) (1793-1843), chambellan prussien et ambassadeur à Vienne.
- Reinhold (1801-1802)